# Eupsophus nahuelbutensis
Eupsophus nahuelbutensis Ortiz & Ibarra-Vidal, 1992 è un anfibio anuro della famiglia Alsodidae.

## Etimologia
L'epiteto specifico "nahuelbutensis" costituito da nahuelbut[a] e dal suffisso latino -ensis, "che vive in", è stato dato in riferimento al luogo della sua scoperta, la Cordigliera di Nahuelbuta nella Provincia di Arauco.

## Distribuzione e habitat
Questa specie è conosciuta solo da tre località situate non lontano l'una dall'altra: Pichinahuel, Rucapehuen e Ramadillas, tutti nella provincia di Arauco, Cile. La sua fascia altitudinale è di 100-800 m slm.

## Tassonomia
La specie è considerata da alcuni autori come una specie valida, mentre altri la collocano come sinonimo di E. roseus.